# Tribus reconegudes federalment d'Oregon

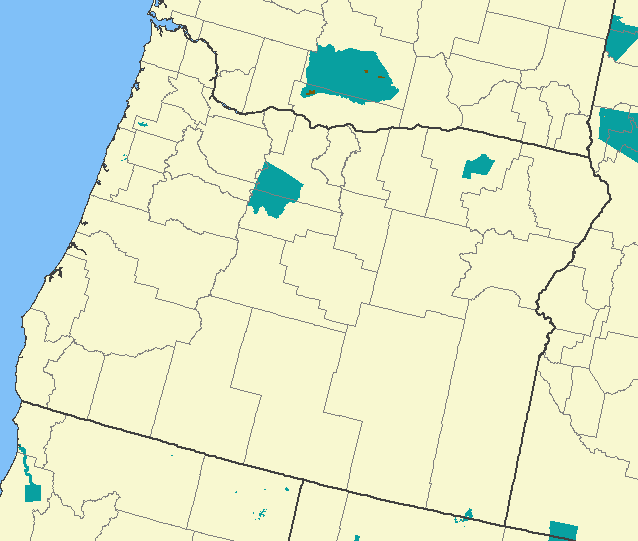
Terra índia

Aquesta és una llista de tribus reconegudes federalment ameríndies d'Oregon.
Aquestes tribus són reconegudes per la Bureau of Indian Affairs per a alguns propòsits del  govern federal. Aquestes agències governamentals i confederacions tribals poden o no correspondre amb les tribus individuals que històricament han viscut a Oregon.

## Tribus d'Oregon
A partir de 2008, hi havia nou tribus reconegudes federalment a Oregon. S'enumeren aquí pels noms pels quals es fan dir pels governs. El seu  nom per la BIA pot ser diferent.
- Tribu Paiute Burns de la Colònia Índia Paiute Burns d'Oregon
- Tribus Confederades d'indis Coos, Lower Umpqua i Siuslaw,
- Tribu índia Coquille
- Tribus Confederades de la Comunitat de Grand Ronde d'Oregon
- Tribus Confederades d'Indis Siletz
- Tribus Confederades de la Reserva índia Umatilla
- Tribus Confederades de Warm Springs
- Banda Cow Creek de la tribu d'indis Umpqua,
- Tribu índia Klamath

## Tribus de Nevada-Oregon
Hi ha una tribu reconeguda que viu a la frontera entre Oregon i Nevada
- Paiute i xoixoni de Fort McDermitt

## Tribus d'Oregon-Washington
La Nació Índia Chinook d'Oregon i Washington és un grup de chinooks que foren reconeguts pel govern dels Estats Units en 2001, però aquest reconeixement fou revocat en 2002.

## Tribus no reconegudes
Hi ha diverses altres tribus les peticions per al reconeixement federal de les quals han fracassat per diverses raons. Un d'aquests grups són les Tribus Confederades Clatsop-Nehalem d'Oregon, un grup de Clatsop i Tillamook (també coneguts com a Nehalem) que vivien al nord de la costa d'Oregon.